# ジャック2世 (キプロス王)
ジャック2世（Jacques II de Chypre, 1438/39/40年 - 1473年10月3日）は、キプロス王、名目上のエルサレム王、キリキア・アルメニア王（在位：1464年 - 1473年）。私生児ジャック（Jacques le bâtard）、大司教ジャック（Jacques l'archevêque）の異名で呼ばれた。

## 生涯
キプロス王ジャン2世と愛妾マリエット・ド・パトラの間に庶子として生まれた。父は庶子とは言え男子であるジャックを非常に可愛がり、1456年には16歳のジャックにニコシア大司教の聖職を授けた。一方、ジャックとその母はジャン2世の正妻である王妃エレニ・パレオロギナには憎まれ、母マリエットは王妃に鼻を削がれるなど、迫害を受けた。
ジャックは1457年4月1日に宮廷の侍従ヤコポ・ウッリ（Iacopo Urri）を殺害し、大司教職を剥奪されてロドス島に逃亡した。逃亡する際、ジャックは船を出してくれたカタルーニャ出身の冒険商人ジュアン・タフレス（Juan Tafures）と親友となり、生涯の友誼を結ぶことになる。ジャックは後に父の許しを得てキプロス島に戻り、大司教職にも復帰した。
1458年にジャン2世が死ぬと、父王と正妃エレニの間の一人娘シャルロットが14歳で王位を継承した。1460年、ジャックはエジプト・マムルーク朝のスルタン・アシュラフ・イーナールから軍事的な支援を得て、異母妹シャルロットの王位に挑戦すべく、反乱を開始した。ジャックはシャルロット女王とその夫ルイ・ド・サヴォワをキプロス島北部のキレニア城に追い詰めた。シャルロットは1463年に島を脱出してローマに亡命し、ジャックはキプロス王ジャック2世として戴冠した。王の親友タフレスはジャックの王位簒奪のために果たした勲功を認められ、王家執事長官の地位と名目的なトリポリ伯の爵位を授けられた。
1468年7月30日にヴェネツィアにおいて、14歳のヴェネツィア門閥貴族の娘カタリーナ・コルナーロと代理結婚式を挙げた。これはジャック2世が自らの不安定な政権に対するヴェネツィア共和国からの政治的支援を当て込んだ政略結婚だった。ジャック2世と新妻が正式な結婚式を挙げたのは、4年後の1472年10月または11月、ファマグスタにおいてであった。しかし正式の婚礼から数か月後、1473年の年明けにジャック2世は急死した。一説によると、彼の死はヴェネツィア共和国のスパイ（おそらくカタリーナの叔父）による毒殺だった疑いがある。
ジャック2世の遺志により、彼の子を身ごもったばかりだった王妃カタリーナがキプロスの摂政に任命された。カタリーナは同年夏にジャック2世の遺児ジャック3世を出産するが、この幼王は生後1年で死去。未亡人の王妃カタリーナがキプロス王位を引き継いだが、彼女の治世中にキプロスはヴェネツィア商人の植民地と化していった。カタリーナが1489年に退位させられた後、1571年にオスマン帝国が征服するまで、キプロス島はヴェネツィア共和国領とされた。

## 子女
王妃カタリーナとの間に息子が1人ある。
- ジャック3世（1473年 - 1474年） - キプロス王

結婚前に4人の庶子をもうけている
。
- ウジェーヌ・ド・リュジニャン（1536年没、於ヴェネツィア） - シチリア貴族の娘パオラ・マラッツァ（Paola Mazzara）と結婚、マルタ島の貴族バッカーリ男爵家の祖
- ジャニュ・ド・リュジニャン（1552年以降に没） - 1504年にデ・トーロ家（de Toro）の娘と初婚、1547年にヴィルジニア・コサンツァ（Virginia Cosanza dei Duchi di San Sava）と再婚
- シャルロット・ド・リュジニャン（1469年没） - 1463年、ソル・デ・ナーヴェス（Sor de Naves）と結婚
- シャルロット・ド・リュジニャン（1468年 - 1480年、於パドヴァ） - ナポリ王フェルディナンド1世の庶子アルフォンソ・ダラゴーナ（イタリア語版）と結婚、夫はガリラヤ公を称する

## 引用
1. ↑  Benjamin Arbel and David Jacoby, Intercultural Contacts in the Medieval Mediterranean, p. 45, published by Frank Cass, London, Google Books, retrieved on 19 June 2009
2. ↑  
Sanudo, Marino; Stefani, F., Berchet, G., Barozzi, N., Deputazione di storia patria per la Venezie (1882). I diarii di Marino Sanuto:. 8. F. Visentini. p. 648 2011年5月12日閲覧。
3. ↑  
Latrie, L. M. (1873). Nouvelles preuves de l'histoire de Chypre sous le reigne des princes de la maison de Lusignan. J. Baur et Detaille. p. 44 2011年5月12日閲覧。